# 吳明修
吳明修（1934年10月26日—2014年10月30日），中華民國籍建築師，臺東縣人。1957年全國高等考試建設人員建築工程科及格。1972年成立吳明修建築師事務所，1988年創辦吳建築計劃學研究所。1996年12月獲頒內政部營建署第二屆台灣傑出建築師獎之學術技術貢獻獎。1999年成立台灣衛浴文化協會，並於1999-2005年擔任創會理事長。2012年6月榮獲台灣不動產協進會「國土建設特別貢獻獎」。

## 生平
1934年出生於臺北市，為家中長子，出生不久先隨父母搬回雲林縣北港鎮老家，後再隨父母搬至其母娘家所在的臺東市。

## 學歷
- 1941年就讀臺東小學
- 1950年就讀臺南一中
- 1957年畢業於國立成功大學工學院建築工程學系
- 1957年入伍鳳山陸軍步兵學校
- 1957年全國高等考試建設人員建築工程科及格

## 經歷
- 1959-1960年任職於華泰建築師事務所
- 1961-1966年擔任私立台北醫學院工務組主任
- 1966年任職於日本大成建設株式會社設計部
- 1967年任職於日本東京大學丹下健三教授都市建築設計研究所
- 1968-1969年擔任華泰、張德霖建築師事務所主任建築師
- 1969-1972年擔任日本 KMG (郭茂林) 建築事務所駐台代表
- 1967-1977年擔任淡江大學工學院建築學系兼任講師、副教授
- 1972年成立吳明修建築師事務所
- 1988年創辦吳建築計劃學研究所
- 1991-1993年擔任日本九州產業大學工學部建築學科專任教授
- 1992-1994年住宅調查研究
- 1993-1999年擔任新北市都市設計審議委員
- 1994年開放教育研究
- 1995-2012年擔任國立台灣科技大學建築設計系兼任教授
- 1996年12月獲頒內政部營建署第二屆台灣傑出建築師獎之學術技術貢獻獎
- 1999年成立台灣衛浴文化協會（页面存档备份，存于）
- 1999-2005年擔任台灣衛浴文化協會創會理事長
- 2012年6月獲頒台灣不動產協進會「國土建設特別貢獻獎」

## 建築作品
| 國家 | 年份       | 作品                                                   | 城市         | 圖片 |
| ---- | ---------- | ------------------------------------------------------ | ------------ | ---- |
| 臺灣 |            | 國立臺東高級中學                                       | 臺東市       |      |
| 臺灣 | 1962年啟用 | 台北醫學院型態學大樓                                   | 臺北市       |      |
| 臺灣 | 1963年啟用 | 台東救國團青年育樂中心                                 | 臺東市       |      |
| 臺灣 | 1963年啟用 | 台北醫學院教學大樓                                     | 臺北市       |      |
| 臺灣 | 1964年啟用 | 台東縣國民黨縣黨部介壽堂及辦公大樓                     | 臺東市       |      |
| 臺灣 | 1965年啟用 | 台北醫學院實驗大樓                                     | 臺北市       |      |
| 臺灣 | 1976年啟用 | 台東縣政府                                             | 臺東市       |      |
| 臺灣 | 1976年啟用 | 中山醫院(原:中央開放醫院)                              | 臺北市       |      |
| 臺灣 | 1979年啟用 | 國揚安和大廈                                           | 臺北市       |      |
| 臺灣 | 1981年啟用 | 台東女子高級中學禮堂                                   | 臺東市       |      |
| 臺灣 | 1982年啟用 | 國立師範大學美術館                                     | 臺北市       |      |
| 臺灣 | 1982年啟用 | 台東市新生國小教學樓                                   | 臺東市       |      |
| 臺灣 | 1983年啟用 | 台東縣衛生局                                           | 臺東市       |      |
| 臺灣 | 1984年啟用 | 台東縣綠島鄉旅遊中心 (拆除)                            | 臺東縣綠島鄉 |      |
| 臺灣 | 1984年啟用 | 國立師範大學音樂系所                                   | 臺北市       |      |
| 臺灣 | 1985年啟用 | 國立成功大學航空太空館                                 | 臺南市       |      |
| 臺灣 | 1985年啟用 | 國立師範大學教學誠正大樓                               | 臺北市       |      |
| 臺灣 | 1985年啟用 | 台東縣立文化中心大會堂及圖書館                         | 臺東市       |      |
| 臺灣 |            | 臺東縣公教會館（页面存档备份，存于）                   | 臺東市       |      |
| 臺灣 | 1985年啟用 | 私立中國醫藥學院北港附院                               | 雲林縣北港鎮 |      |
| 臺灣 | 1987年啟用 | 日月潭教師會館白如樓                                   | 南投縣       |      |
| 臺灣 | 1987年啟用 | 台灣省中等學校教師研習會第一、二期工程                 | 臺中縣豐原市 |      |
| 臺灣 | 1988年啟用 | 國立成功大學資訊暨理化實驗大樓                         | 臺南市       |      |
| 臺灣 | 1989年啟用 | 國立師範大學勤樸大樓                                   | 臺北市       |      |
| 臺灣 | 1992年啟用 | 台灣省建築師公會會館大樓                               | 臺中市       |      |
| 臺灣 | 1995年啟用 | 大湖國宅                                               | 臺北市       |      |
| 臺灣 | 1996年啟用 | 國立彰化師範大學九層研究辦公樓                         | 彰化市       |      |
| 臺灣 | 1996年啟用 | 澄清醫院中港院區                                       | 臺中市       |      |
| 臺灣 | 1996年啟用 | 中華民國農民團體幹部聯合訓練協會（页面存档备份，存于） | 臺北市       |      |
| 臺灣 | 1997年啟用 | 萬芳社區 (萬安社區)                                    | 臺北市       |      |
| 臺灣 | 1997年啟用 | 美孚建設辦公大樓                                       | 臺北市       |      |
| 臺灣 | 2000年啟用 | 國立政治大學綜合院館                                   | 臺北市       |      |
| 臺灣 | 2000年啟用 | 公務人力發展中心                                       | 臺北市       |      |
| 臺灣 | 2001年啟用 | 嘉南高爾夫球場俱樂部（页面存档备份，存于）             | 臺南市       |      |
| 臺灣 | 2001年啟用 | 通泰商業大樓                                           | 臺北市       |      |
| 臺灣 | 2002年啟用 | 國立台灣大學尊賢館                                     | 臺北市       |      |
| 臺灣 | 2002年啟用 | 陽明山國家公園1,2,3號公廁                              | 臺北市       |      |
| 臺灣 | 2003年啟用 | 世紀羅浮辦公大樓                                       | 臺北市       |      |
| 臺灣 | 2003年啟用 | 玉山主峰線高山生態廁所設置工程                         |              |      |
| 臺灣 | 2004年啟用 | 台博館空調冷卻水塔暨公廁整建工程                       | 臺北市       |      |
| 臺灣 | 2008年啟用 | 南庄旅遊入口資訊站                                     | 苗栗縣南庄鄉 |      |
| 臺灣 | 2014年啟用 | 行政院新莊聯合辦公大樓                                 | 新北市新莊區 |      |

## 活動
- 2010年3月19日於國立台灣科技大學演說，主題為『建築伴我五十年』。
- 2014年11月由家屬, 生前學生及事務所同仁主辦『吳明修建築師回顧展』於事務所內，為期三日，以此作為追思告別式。
- 2015年10-12月由台灣衛浴文化協會及吳讓治建築文教基金會主辦，並由成大建築系吳光庭及黃若珣共同策劃『吳明修建築師作品回顧展』，巡迴於臺北, 臺南, 及臺東。
- 2017年1月『吳明修建築師作品回顧展專輯[]』發行，由台灣衛浴文化協會出版，黃若珣編輯。
- 2019年10月30日由台灣衛浴文化協會主辦『吳明修逝世五週年紀念會』，並於同月發行吳建築師生前所撰寫的衛浴相關論文彙集『廁門中的修行：吳明修建築師公廁論文集』。